# Pengwern

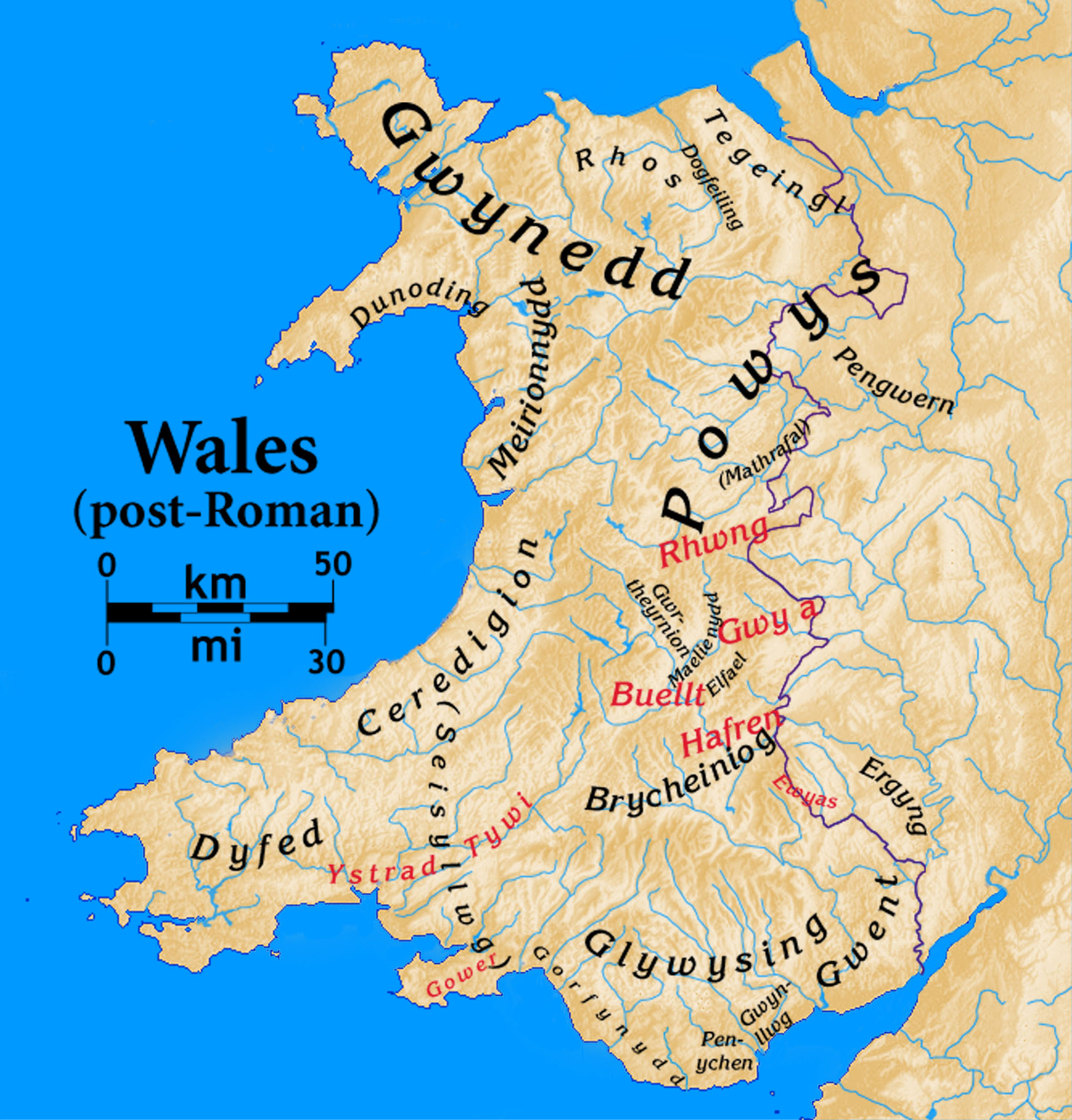
Reinos o tribus galeses posromanos. La frontera moderna entre Gales e Inglaterra en morado.

Pengwern fue un asentamiento britano de la Britania posromana situado entre el actual condado inglés de Shropshire, contiguo a la frontera galesa moderna. Es generalmente considerado como la antigua sede de los reyes de Powys antes de su establecimiento en Mathrafal, más al oeste, pero la teoría que pudo haber sido un antiguo reino o sub-reino de Powys también ha sido postulada. Su ubicación precisa es incierta.

## Historia y leyenda
Nada es sabido sobre la fundación de Pengwern, pese a que según la tradición galesa era parte del reino galés de Powys en la Alta Edad Media. El antiguo Powys, mucho más grande en extensión que el posterior reino medieval, parece coincidir aproximadamente con el territorio ocupado por la tribu Celta de los Cornovii cuya civitas capital o centro administrativo era Viroconium Cornoviorum (ahora Wroxeter).

### Ubicaciones posibles
Un número de sitios todavía identificables en el paisaje actual de Shropshire se mencionan en el Canu Heledd, un poema galés del siglo IX. La ubicación exacta de Llys Pengwern - la Corte de Pengwern - es desconocida, y el problema se complica por la existencia de otros Pengwerns en Gales. Una tradición, registrada por Giraldus Cambrensis a finales del siglo XII, lo asocia con el moderno Shrewsbury (pese a que era conocida como Amwythig en galés desde la Edad Media). Se han propuesto ubicaciones alternativas como Berth, un dramático hillfort en Baschurch, pero las evidencias arqueológicas remiten a ocupación sólo en la Edad de Hierro o laépoca romana. Wroxeter, la antigua ciudad Romana de Viroconium Cornoviorum se sitúa cerca de estos lugares.  La evidencia arqueológica sugiere que Wroxeter continuó en uso tras la retirada Romana y fue finalmente abandonado aproximadamente en 520. Otra teoría es que Pengwern pudo ubicarse bajo Whittington Castle.

### Conflicto con Northumbria
Cynddylan aparentemente se alió con Penda de Mercia para proteger su reino, y ambos se enfrentaron al cada vez más poderoso reino anglo de Northumbria en la Batalla de Maes Cogwy (Oswestry) en 642, en la que perdió la vida el enemigo común de ambos, Oswaldo de Bernicia. Esto parece para haber traído un periodo de paz que duró hasta la muerte de Penda cuando una partida northumbriana encabezada por el hermano de Oswaldo, Oswiu de Northumbria invadió el palacio de Cynddylan en Llys Pengwern en un ataque sorpresa. Cogido completamente desprevenido la familia real, incluyendo el rey, fueron masacrados, según la poesía que conmemora la tragedia. La princesa Heledd fue la única superviviente y huyó al oeste de Powys. Después de esto la región asociada con Pengwern parece haber sido compartido entre Mercia y Powys; parte permaneció en manos galesas hasta el reinado de Offa de Mercia y la construcción de su muro. El resto pasó a formar parte del sub-reino anglo de Magonsæte.